# ويصا البنا
ويصا البنا (ويصا ثابت البنا ميخائيل) هو كاتب وإعلامي وحقوقي مصري، وُلد في القاهرة عام 1976. عُرف بأسلوبه الساخر ونشاطه في الدفاع عن حقوق الإنسان والأقليات الدينية في مصر والعالم العربي، وبرز كأحد الأصوات المستقلة بعد عام 2011 في المجالين الإعلامي والسياسي.

## النشأة والتعليم
ولد البنا في أسرة قبطية مصرية. حصل على ليسانس الحقوق، ثم نال دبلومي القانون الخاص والدولي، وتوّج دراسته بالحصول على ماجستير في القانون الدولي. وقد شكّلت هذه الخلفية القانونية أساسًا لمجاله الحقوقي والإعلامي.

## النشاط الصحفي والإعلامي
بدأ مسيرته ككاتب صحفي في مطلع الألفينات، ونشر مقالات نقدية في مواقع منها الحوار المتمدن وحملات التمدن، تناولت قضايا العدالة الاجتماعية والحقوق المدنية والدينية. اشتهر بأسلوبه النقدي اللاذع والساخر.
قدّم برنامجًا قانونيًا على قناة HBC بعنوان "قوة القانون"، ناقش فيه مشكلات قانونية تمس حياة المواطن، مثل قضايا الإيجار والفساد الإداري.
كما أسس جريدة إلكترونية باسم لسان الشعب، ويترأس تحريرها، وتُعنى بملفات سياسية وحقوقيةhttps://www.ahewar.org/m.asp?i=6915

## النشاط الحقوقي
انضم إلى منظمة العفو الدولية كعضو إقليمي قبل أن يستقيل لاحقًا، منتقدًا ما اعتبره "تحيزًا ضد مصر وفقدانًا للموضوعية". كما كان عضوًا في جمعية المراسلين الأجانب في مصر لفترة.
اشتهر بمواقفه الداعمة للأقليات الدينية، حيث كتب عن البهائيين والقرآنيين، وأدان الاعتداءات الطائفية على الأقباط، خصوصًا مجازر مثل أحداث الكشح.

## العمل السياسي
ترشح البنا لمجلس الشيوخ المصري عام 2020 عن محافظة الجيزة، بشعار انتخابي "الشاكوش"، ولم يحالفه الحظ بالفوز، إلا أن الترشح أبرز اهتمامه بالمشاركة في العمل العام.
في عام 2014، شارك في حملة تحت عنوان قرار الشعب، طالبت بتنصيب عبد الفتاح السيسي رئيسًا "دون انتخابات"، مبررًا ذلك بـ"الظروف الاستثنائية" في البلاد.

## حملات ومبادرات
أطلق حملات تطالب بالإفراج  معتقلى الراى وأخرى تطالب بمحاكمة شخصيات جهادية دوليًا مثل أحمد الجولاني أمام المحكمة الجنائية الدولية.

## الانتقادات
واجه البنا انتقادات من أطراف متعددة، خاصة من الإسلاميين، بسبب موقفه المعارض لـجماعة الإخوان المسلمين التي وصفها بـ"تنظيم إرهابي".
كما انتقده بعض الليبراليين بسبب دعوته لتجاوز الانتخابات الرئاسية عام 2014، معتبرين ذلك خروجًا عن المبادئ الديمقراطية.